# Мартин Райл
Мартин Райл (на английски: Martin Ryle) е британски физик и астроном, носител на Нобелова награда за физика за 1974 г. за разработката на революционната технология на радиоинтерферометричните измервания със свръхдълга база.

## Биография
Роден е на 27 септември 1918 година в Брайтън, Англия. Завършва Оксфордски и Кеймбриджки университет. През 1946 г. заедно с Вонберг прави първата публикация на радиоинтерферометрични изследвания, въпреки че се смята, че Джоузеф Поузи прави първите радиоинтерферометрични наблюдения преди тях, в същата година. Райл наблюдава най-далечните галактики, познати по онова време. Той е и първият професор по радиоастрономия в Кеймбриджкия университет.
По време на войната работи за Телекомуникационното научноизследователско отделение, където разработва радарно оборудване. След войната получава стипендия в Кавендишката лаборатория. Ръководи Кеймбриджката група по радиоастрономия, която съставя няколко каталога на радиоизточниците, включително третия Кеймбриджки каталог на радиоизточниците, помогнал за откриването на първия квазар.
За приносите си в областта на радиоастрономията Мартин Райл споделя с Антъни Хюиш Нобеловата награда за физика през 1974 година, първата Нобелова награда, дадена за астрономически изследвания.
Умира на 14 октомври 1984 година в Кеймбридж на 66-годишна възраст.